# Sarijadi
Sarijadi is een bestuurslaag in het regentschap Bandung van de provincie West-Java, Indonesië. Sarijadi telt 27.042 inwoners (volkstelling 2010).